# Aloe petricola
Aloe petricola är en grästrädsväxtart som beskrevs av Illtyd Buller Pole-Evans. Aloe petricola ingår i släktet Aloe och familjen grästrädsväxter. Inga underarter finns listade i Catalogue of Life.

## Bildgalleri

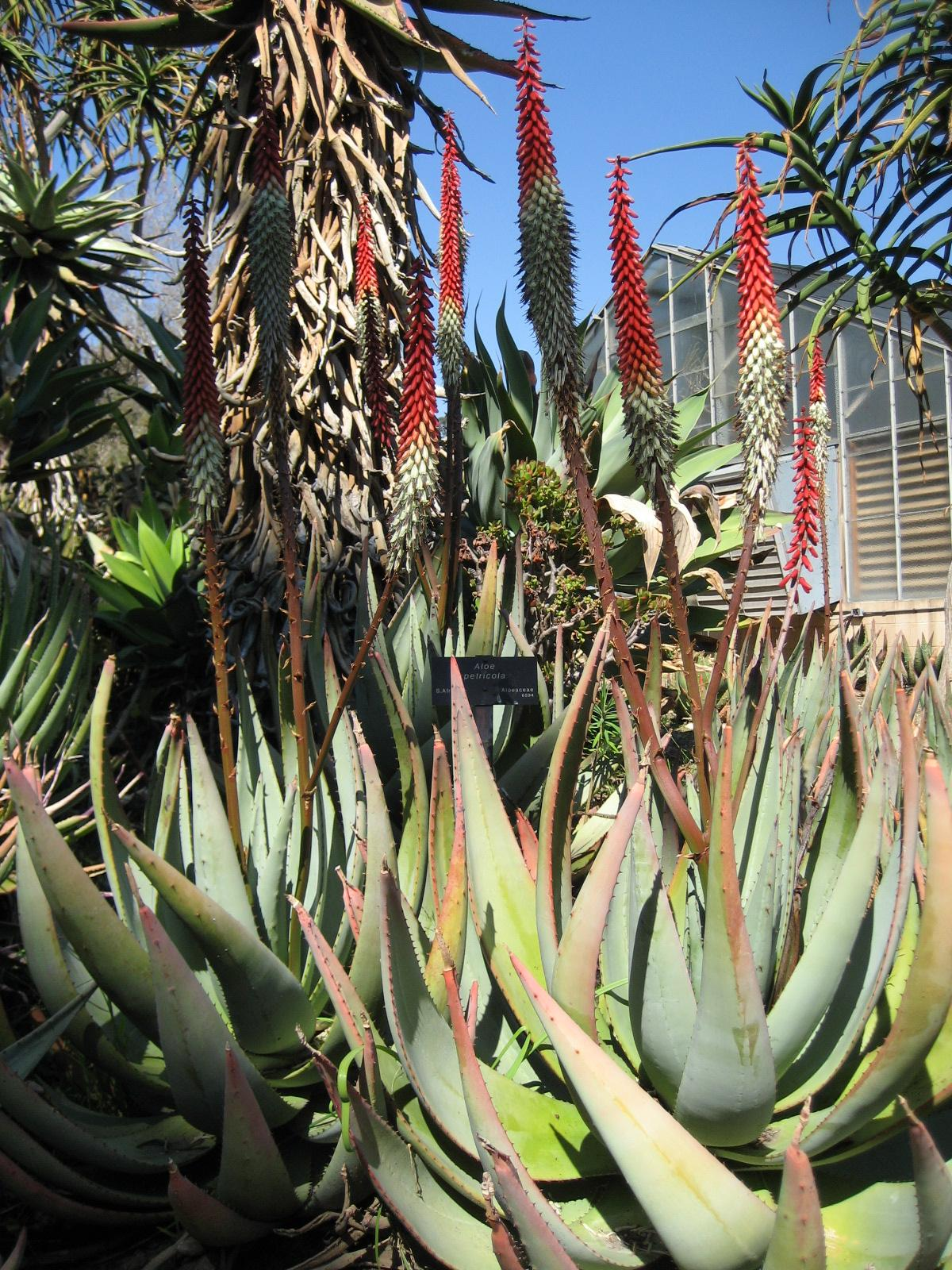
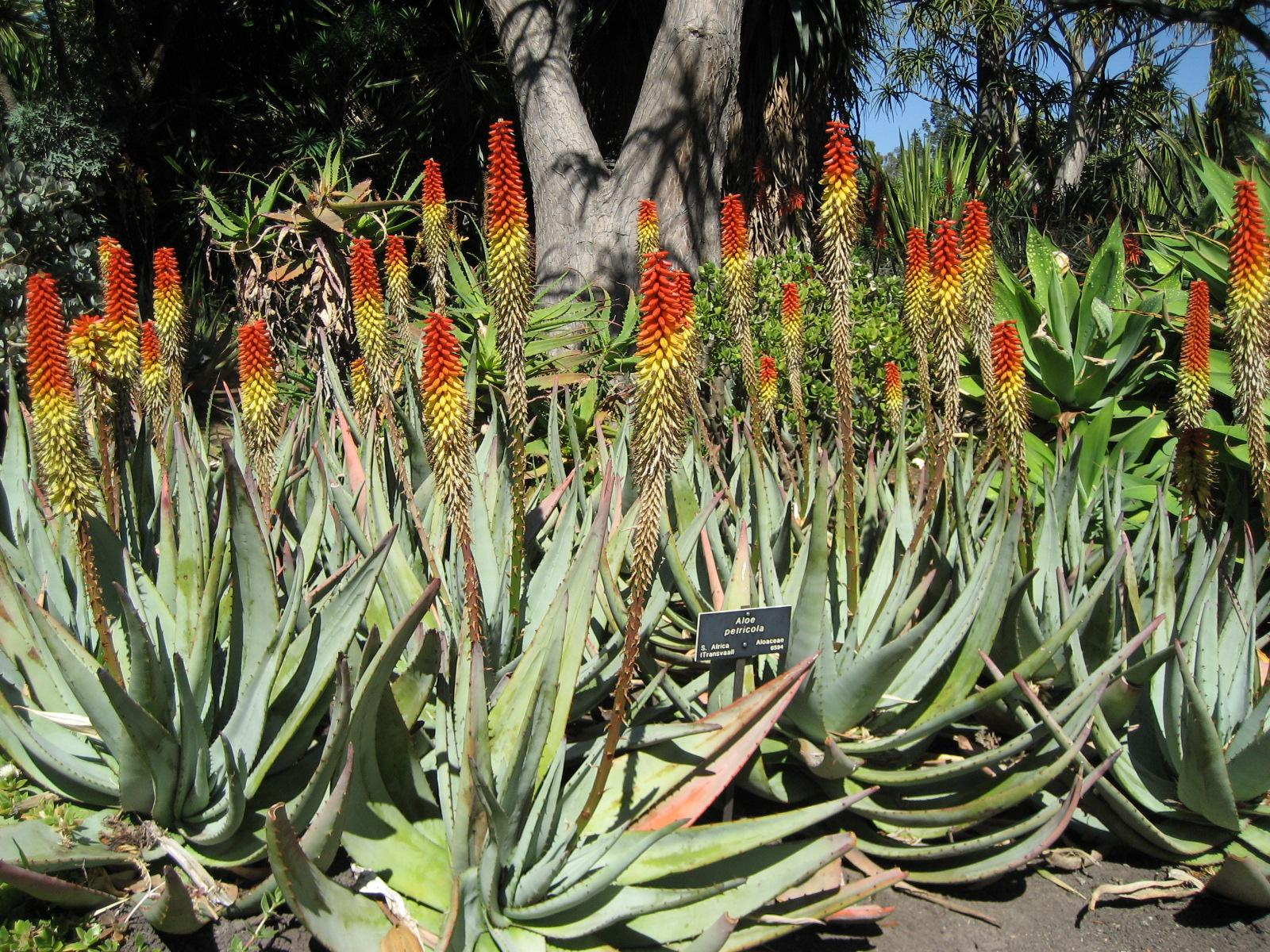
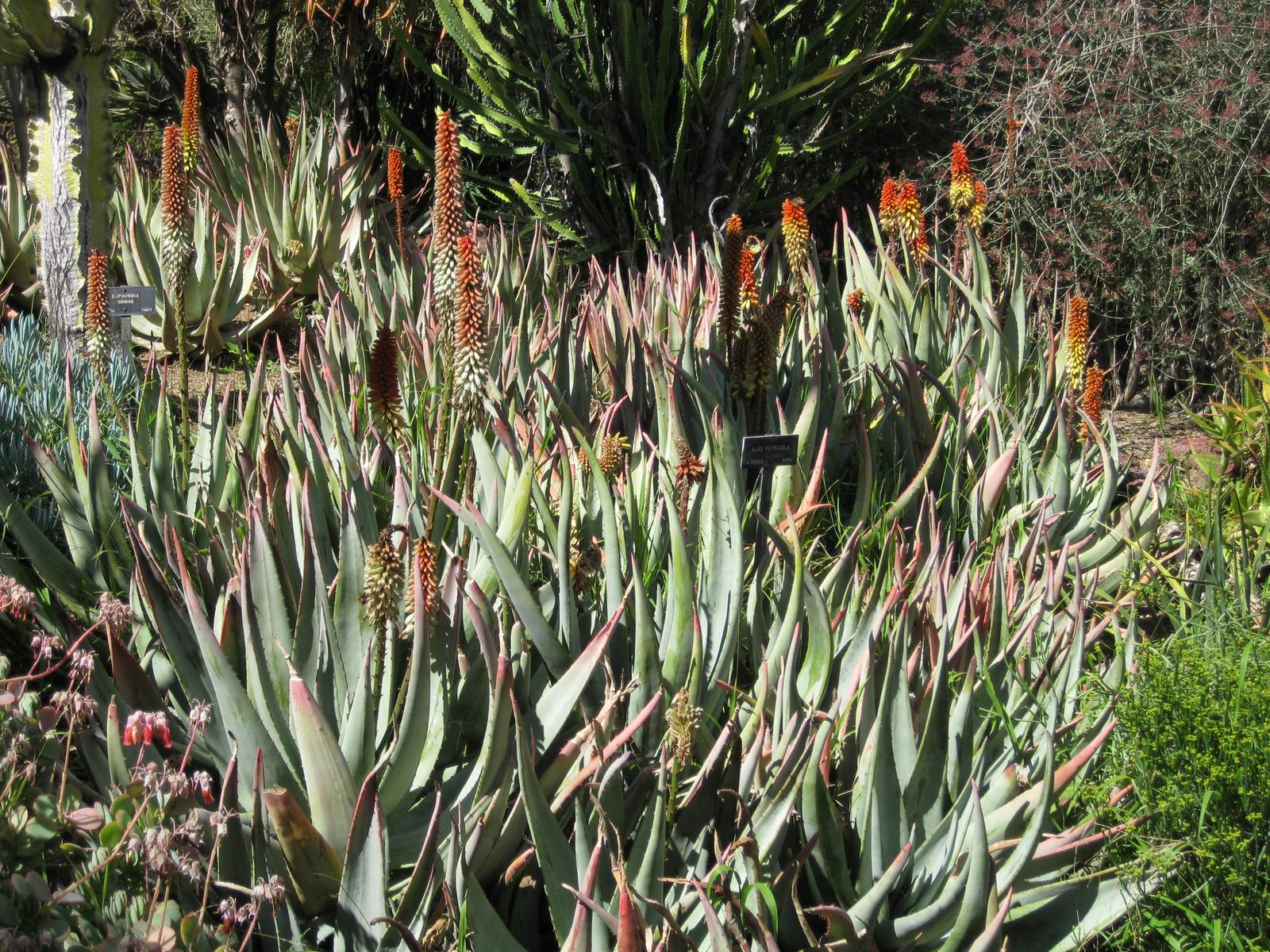
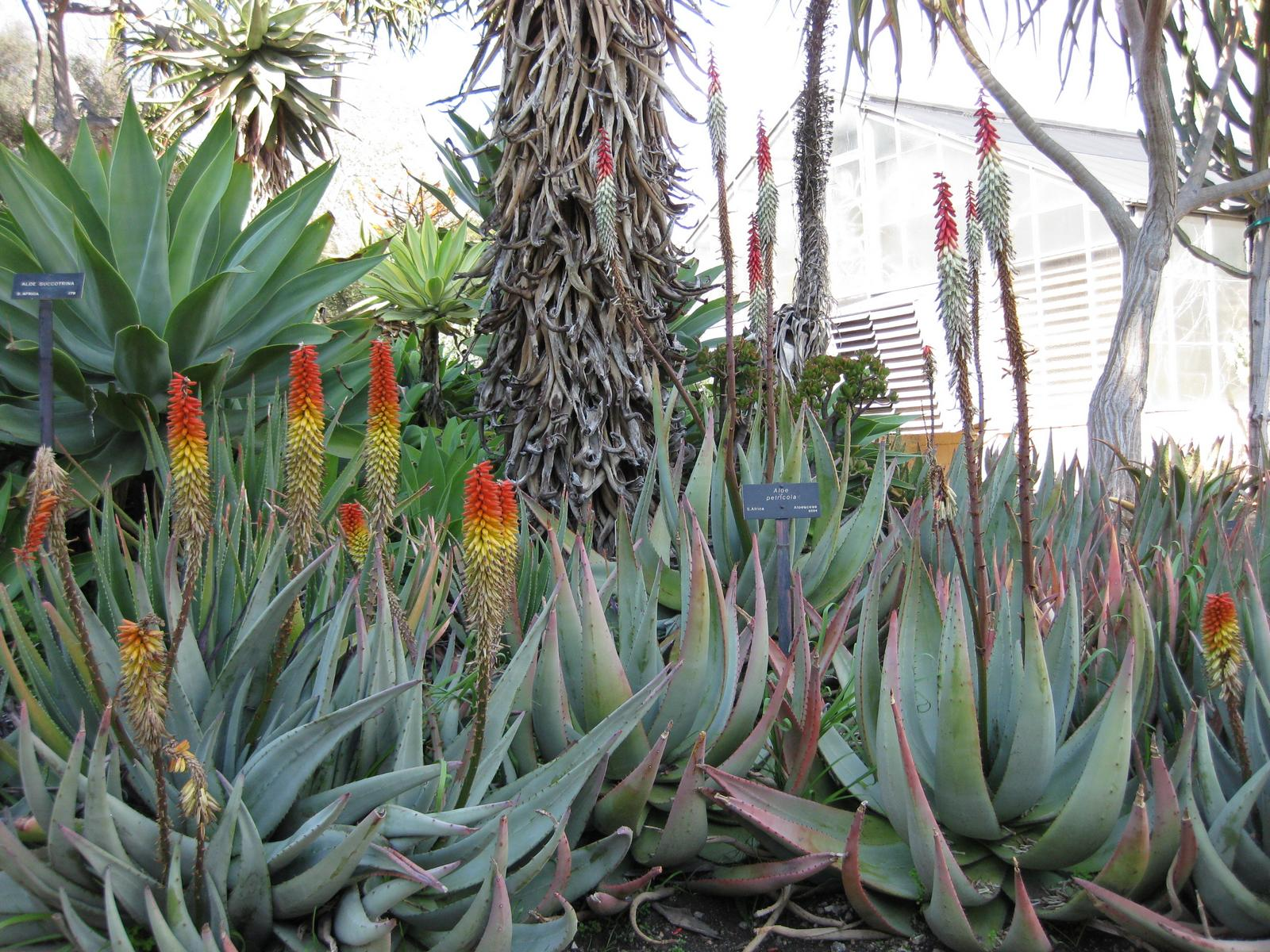